# Pekka Aalto
Ashprihanal Pekka Aalto (Stoccolma, 27 agosto 1970) è un ultramaratoneta finlandese.

## Biografia
Ha cominciato a correre per hobby a 25 anni. Ha vinto otto volte la Self-Transcendence 3100 Mile Race di New York e detiene il miglior tempo di tutti i tempi della manifestazione. Ashprihanal è un discepolo del guru indiano Sri Chinmoy.